# クリスチャン・ディオール

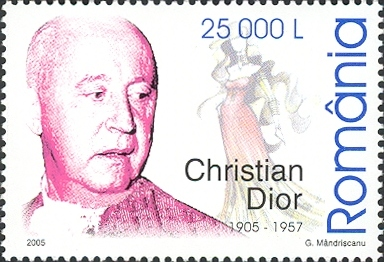
2005年のルーマニアの切手に印刷されたクリスチャン・ディオール

クリスチャン・ディオール（Christian Dior, 1905年1月21日 - 1957年10月24日）は、1947年にデビューしたフランスを代表するオートクチュールデザイナー。本人が亡くなる1957年までの活動期間は11年であるがブランドは継続し、メゾンは創業以来、今日までパリオートクチュール界のトップに君臨する。（ブランドについてはディオールを参照）。

## 人物

### 出生からブランド立ち上げ以前

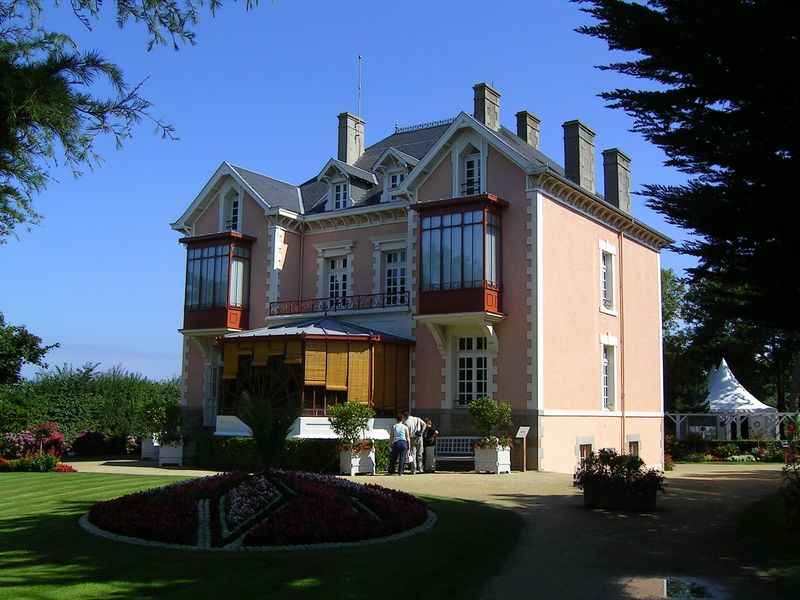
マンシュ県にあるクリスチャンの生家。その後、クリスチャン・ディオール博物館となる。

1905年、クリスチャン・ディオールはフランス北西部ノルマンディー地方、マンシュ県・グランヴィルで、モーリス・ディオールの5人の子供の内の2人目として生まれる。父親は肥料の生産事業を行う裕福な家庭であった。
彼が5歳のころに一家はパリへと移住したものの、夏のヴァカンスのたびにノルマンディーの海岸へと戻っていた。
彼の両親は息子に外交官になってほしいという望みがあった。そのため、1920年から1925年12月までフランスのパリ政治学院に学ぶ。
しかしながら、彼自身は芸術に強い興味を持っていた。また、彼はそれを明かさなかったがゲイであった。
結局パリ政治学院は中退し、1928年に父親からの出資をもとにして、友人と共に小さなアートギャラリーを持ち、パブロ・ピカソやマックス・ジャコブなどの画を置いた。
だが、3年後、世界恐慌によって彼の父親がその資産を失ったことを受けて、ギャラリーも閉鎖を余儀なくされる。
1937年、ディオールはファッションデザイナーのロベール・ピゲ
に雇われ、そこでピゲのコレクションのためにデザインをする機会を得た。
後年、ディオールは「ピゲからシンプルであることの長所によって真のエレガンスが現れることを教わった」と語っている。
ディオールがピゲのためにデザインしたもののなかには、例えば'Cafe Anglais'などがあり、これは好意的に受け入れられた。
同時期のピゲの下ではピエール・バルマンもおり、ディオールとバルマンは共に働いていた。
しかし、徴兵によってディオールはピゲの下を離れることになる。
1942年になって軍隊から戻ったディオールは、リュシアン・ルロンのファッションハウスに加わる。
同時期のルロンの下にはピエール・バルマンもおり、ここでもディオールとピエール・バルマンは主要なデザイナ－であった。
第二次世界大戦勃発からナチス・ドイツによるフランス占領の間は、フランスのファッション業界を持続させる経済的・芸術的な理由などにより、ルロンの下にいたディオールはナチスの高官やそれに協力するフランス人の夫人のためのドレスなどをデザインすることを余儀なくされた。なお、これはジャン・パトゥ、ジャンヌ・ランヴァン、ニナ・リッチなどその他の多くのブランドでも同様で、そのクチュールメゾンを戦時下で経営維持するために半ば避けられない状態であった。
彼がその様な仕事を余儀なくされていた一方、フランスレジスタンスに参加していた彼の妹カトリーヌ (1917—2008年) がゲシュタポによって拘束され、ラーフェンスブリュック強制収容所に収容されてしまっていた。（しかしカトリーヌは生き延び、1945年5月に解放される）

### ブランドの設立

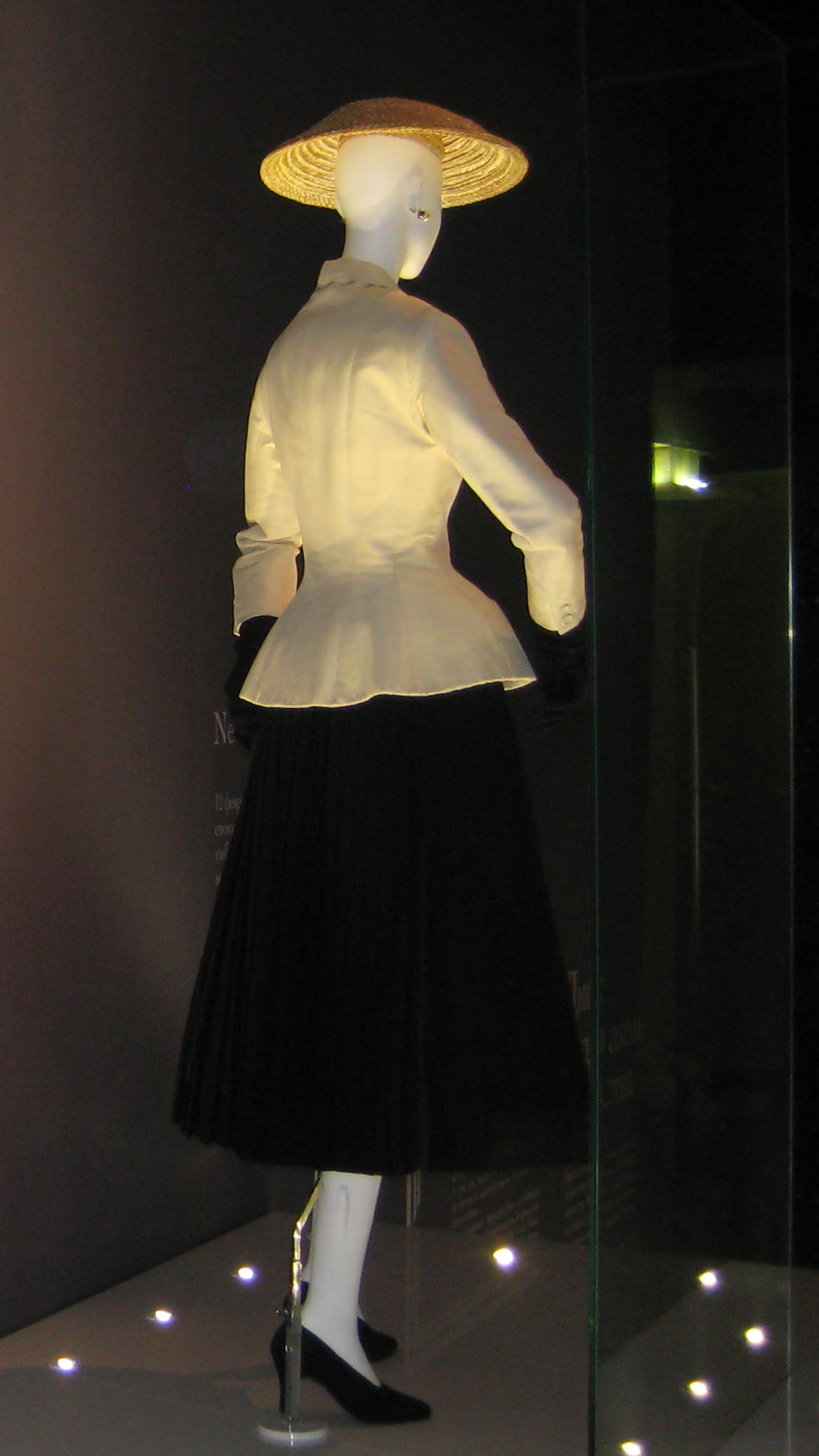
1947年『コロール』(別名「ニュールック」)コレクションの著明なバー・スーツ (2011年のモスクワでの展示)

1946年12月8日に、マルセル・ブサック（綿のファブリック王）の後援をもとに、ディオールは自身のクチュールメゾンをパリ8区アヴェニュー・モンテーニュ30番地に立ち上げる。

翌1947年2月12日に最初のコレクションを発表する。当初このコレクションには『コロール』Corolle (「花冠」を意味する植物学由来の言葉）の名前が付けられていたが、『ハーパース・バザー』誌の編集長であったカーメル・スノウがこのコレクションを評した『ニュールック』New Look というフレーズで知られている。

これはアラビア数字の8にも似た、細く絞ったウェストとゆったりしたフレアスカートを特徴とするもので、戦時中の資材不足によりフランスのクチュリエたちが1着の服に使える布の面積に厳しい制限を抱えていたのに対し、贅沢に布を使用した点にも特徴を持っていた。このディオールの「ニューライン」はまた、第二次世界大戦中に生地が配給制であったために主流であったボックス型(The boxy)よりも女性的であると評された。
初期においてはディオールの、膝下まで覆う形のデザインに抗議する女性たちもいた。それ以前の時代において服飾用の布地は不足しており、そのようなデザインは見られなくなっていたためである。また、一着のドレスやスーツを作るのにも贅沢に生地を使用することに対しても反発や抗議があった。
これらの抗議運動は写真として残っており、プラカードを持って抗議する女性たちや、中には、ニュールックを身に着けた女性が街中で服を切り裂かれているものまである。
こうした抗議運動は、戦後の物資不足の解消によって沈静化していった。
いずれにしろ、ディオールの「ニュールック」は女性の服装に革命を起こし、また、第二次世界大戦後のパリを再度ファッションの中心地として復興させた。
戦後のファッションの指針を示したディオールは47年から57年までの11年間、パリのオートクチュール界の頂点に君臨する。彼は毎シーズン、ラインというテーマに沿って作品を発表した。

### 死去
ディオールは、休暇先のイタリアのモンテカティーニ・テルメを訪れていたが、その地で1957年の10月23日に急死した。
いくつかの報告によると死因は、魚の骨をのどに詰まらせた後の心臓発作であったようである。 タイム誌の死亡記事ではカードで遊んだ後に心臓発作で亡くなったと述べている。
しかし、ディオールと親しい関係にあった社交家のBaron de Redéが記したところでは、「心臓発作の原因は活発な性生活にあった」といった腹上死の噂が巷では流れていたようである。
いずれにしろ、現在でも真相は謎のままである。
主任デザイナーとして、急遽ブランドを継いだのは、ディオール下で経験を積んでいた、当時21歳のイヴ・サン＝ローランだった。この突然の事態は、イヴにとって大きなプレッシャーとなった。結果としてイヴは後継者として十分な能力を示すが、ディオール同様、徴兵を切っ掛けにブランドを去ることとなった（詳細はイヴ・サン＝ローランのページを参照）。

## 略歴
- 1946年12月にマルセル・ブサック（綿のファブリック王Marcel Boussac）の援助もあり、クリスチャン・ディオール・オートクチュールのメゾンが設立される。
- 1947年 - 「S/Sコレクション」でパリにデビュー。「8ライン(別名コロール・ライン、いわゆるニュールック）」（ペチコートで膨らませた曲線を強調したゆったりなだらかな肩に細く絞ったウエスト、くるぶしまであるロングスカートというスタイル）最初のコレクションを発表する。
- 1948年 - 香水部門の会社「パルファン・クリスチャン・ディオール｣を設立。アメリカでライセンス生産を開始。ファションでは「ジグザグ・ライン」を発表
- 1950年 - 「パーティカル・ライン」発表。
- 1951年 - 「オーバル・ライン」発表。
- 1952年 - 「シニュアス・ライン」発表。
- 1953年 - 「チューリップ・ライン」発表。
- 1954年 - 「Hライン」発表。
- 1955年 - 「Aライン」、「Yライン」発表。
- 1956年 - 「アロー・ライン」発表。
- 1957年 - イタリア・モンテカティーニにて52歳で心臓発作で死去。

### 来日・ファッションショー開催
- 1953年（昭和28年）文化服装学院はフランスからクリスチャン・ディオール一行12名（うちモデル7名）を招き、文化服装学院と名古屋・京都・大阪でファッションショーを開催した。東京では帝国ホテルと東京會舘で開催。男性はタキシード着用、入場券は1000円もしくは1500円と高額であったにもかかわらず大盛況となった[19]。
- 1953年、文化服装学院が招いたクリスチャン・ディオールが、大阪でもファッションショーを開催したことをきっかけに大丸がディオールと独占契約した（1964年まで）。大丸の顧問デザイナー磯村春・福冨芳美・上田安子は、渡仏してディオールの買付を行った。